# Comuna Holubivka, Kalînivka
Holubivka (în ucraineană Голубівка) este o comună în raionul Kalînivka, regiunea Vinnița, Ucraina, formată din satele Cervonîi Step, Harasîmivka și Holubivka (reședința).

## Demografie
Componența lingvistică a satului Holubivka
     Ucraineană (97,96%)
     Rusă (1,95%)
     Alte limbi (0,09%)
Conform recensământului din 2001, majoritatea populației satului Holubivka era vorbitoare de ucraineană (97,96%), existând în minoritate și vorbitori de rusă (1,95%).